# 도거 뱅크

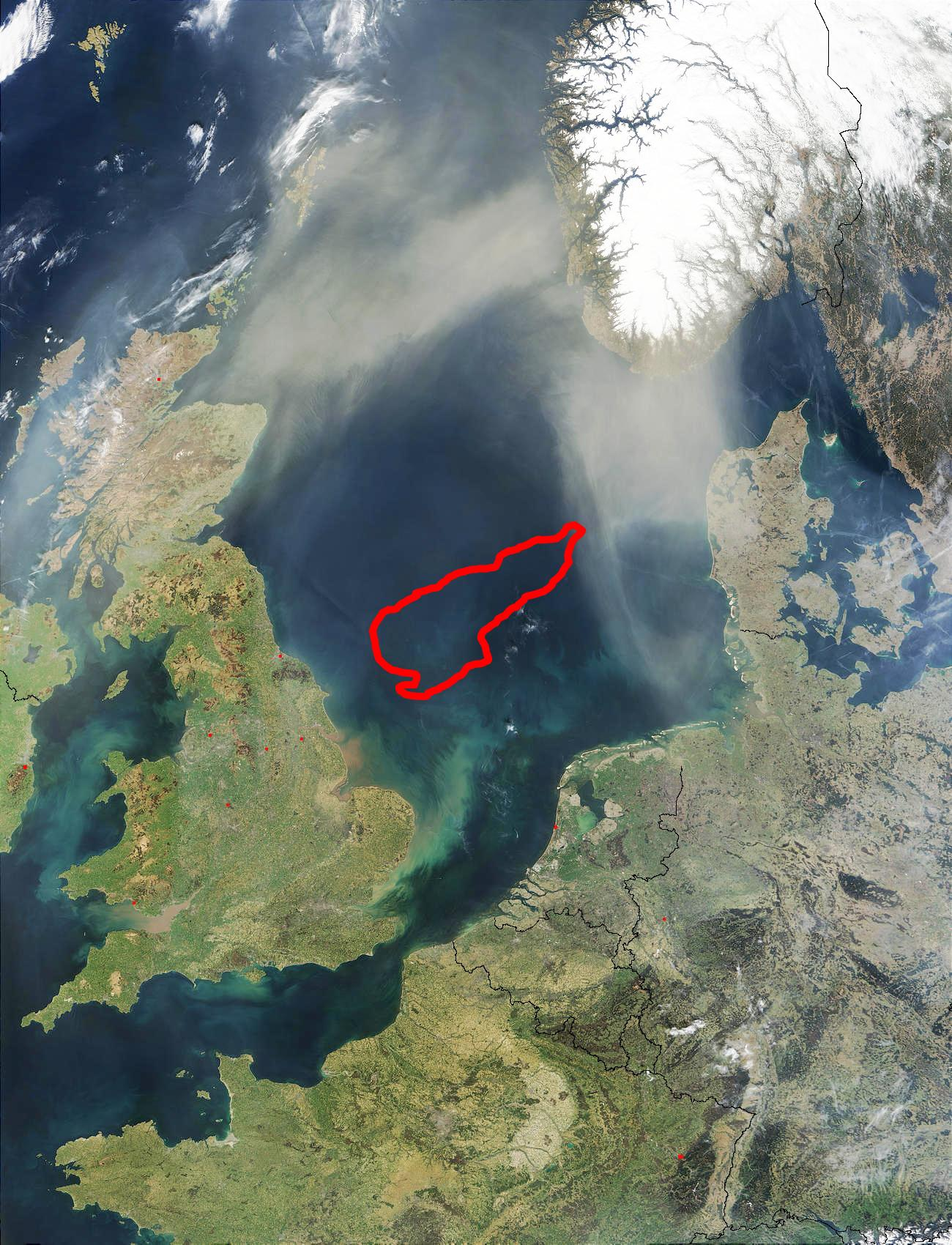
도거 뱅크가 위치한 곳

도거 뱅크(Dogger Bank)는 영국의 동쪽 약 100km 앞바다에 있는 북해의 여울로 광대한 모래퇴이다. 면적은 약 17,600km2이고 최대 크기는 너비가 약 260km, 길이는 약 97km이다. 수심은 15m~ 36m 정도로 주변 바다보다 약 20m 얕다.

## 개요
지질학으로 빙퇴석이며, 마지막 빙하기에 빙하의 남단에서 형성되었다. 당시 도거랜드는 육지와 육지로 연결되어 있었던 꽤 사람들이 살았던 섬이었다. 이 해역에서 조업하고 있는 트롤 어선에서 대량의 이탄이 끌어올려지고 있다.
도거 뱅크는 여러 차례 해전의 무대가 되었다. 미국 독립 전쟁 중인 1781년 8월 5일에는 영국 함대와 네덜란드 함대 사이에 해전이 벌어졌다. 러일 전쟁 중인 1904년 10월 21일에는 러시아 제국 함대가 영국 어선을 일본의 어뢰정으로 오인해 총격한 도거 뱅크 사건이 일어났다. 제1차 세계 대전에서 요크셔 해안 마을에 포격을 한 독일 해군과 영국 해군 사이에 해전이 벌어졌다.
1931년 영국에서 당시까지 역대 최대의 지진이 도거 뱅크에서 일어났다. 규모는 6.1로 진원의 깊이는 23km, 최대진도는 VIII(Severe)였다. 북해 주변 국가에서 지진의 흔들림이 느껴졌고, 잉글랜드 동부에 걸쳐 광범위한 피해가 발생했다.
어장으로서 도거 뱅크는 대구와 청어의 어획량이 많은 중요한 어장이다. 또한 이 해역에는 여러 척의 난파선이 있다.

## 같이 보기
- 도거 뱅크 사건 (1904년 10월 21일)
- 도거 뱅크 해전 (1915년 1월 24일)